# Кибрик, Андрей Александрович
Андре́й Алекса́ндрович Ки́брик (род. 18 июня 1963, Москва) — российский лингвист, доктор филологических наук (2003), директор Института языкознания РАН (с 20 июня 2017 года), профессор филологического факультета МГУ. Избран членом-корреспондентом РАН 29 мая 2025 года.
Среди научных интересов А. А. Кибрика — когнитивная лингвистика, изучение дискурса, семантика, грамматика (в том числе и русского языка), функциональная лингвистика, лингвистическая типология, ареальная лингвистика, полевая лингвистика, атабаскские, западноафриканские, индейские, кавказские, тюркские языки.

## Биография
Родился в Москве в семье лингвистов А. Е. Кибрика и А. И. Коваль.
В 1984 году окончил Отделение структурной и прикладной лингвистики (ОСиПЛ) филологического факультета МГУ. В студенческие годы неоднократно участвовал в лингвистических экспедициях отделения, в том числе в Дагестан, Туву, Абхазию, Сванетию. Дипломную работу защитил на тему «Повторная номинация: типы и механизмы» (научный руководитель С. В. Кодзасов).
В 1988 году окончил аспирантуру Института языкознания АН СССР и защитил кандидатскую диссертацию по теме «Типология средств оформления анафорических связей» (научный руководитель В. Н. Ярцева). С того же года принят на работу в Институт в должности научного сотрудника; возглавлял группу «Языки мира», в настоящее время — заведующий отделом типологии и ареальной лингвистики. 
С 1995 года преподаёт на ОТиПЛ филологического факультета МГУ в должности профессора. С 2011 года руководит Центром когнитивных исследований при Филологическом факультете МГУ.
В 2003 году в Институте языкознания защитил докторскую диссертацию в форме научного доклада по теме «Анализ дискурса в когнитивной перспективе» (официальные оппоненты — Б. М. Величковский, В. З. Демьянков, Т. М. Николаева).
25 мая 2017 года на общем собрании трудового коллектива избран директором Института языкознания РАН. Утверждён в должности с 20 июня 2017 года сроком на пять лет.

### Семья
- Дед — график Евгений Адольфович Кибрик, народный художник СССР.
- Бабушка — художница Лидия Яковлевна Тимошенко
- Отец — лингвист Александр Евгеньевич Кибрик
- Мать — лингвист Антонина Ивановна Коваль
  - Сестра — художница Нина Кибрик
  - Жена — лингвист Мира Борисовна Бергельсон

## Научная деятельность
Сфера исследовательских интересов А. А. Кибрика разнообразна: он является специалистом в области когнитивной лингвистики, типологии, ареальной лингвистики, синтаксиса и семантики, в числе его публикаций есть также работы по теории дискурса, референции, мультимодальному подходу в изучении устной речи, жестовому языку.
Ряд исследований носят междисциплинарный характер и выполнен в тесном взаимодействии с психологами и нейрофизиологами. Так, результаты многолетних исследований корпуса «Рассказы о сновидениях», где сравнивались рассказы здоровых детей и детей с невротическими расстройствами, легли в основу практической методики психолингвистической диагностики. В сотрудничестве с психоневрологами Московской медицинской академии им. И. М. Сеченова был получен гос. патент № 2253365 «Метод психолингвистической диагностики невротических расстройств» (совместно с В. Л. Голубевым, В. И. Подлесской, Е. А. Корабельниковой и А. О. Литвиненко).
С 1991 года А. А. Кибрик регулярно проводит полевую работу по индейским языкам Северной Америки, работает над созданием грамматики верхнекускоквимского языка — одного из вымирающих атабаскских языков, а также занимается исследованием диалекта русского языка на Аляске. На протяжении многих лет он выступал в качестве главного редактора фундаментальной энциклопедической серии «Языки мира» (в серии вышло более 20 томов).
Под руководством А. А. Кибрика были написаны и защищены несколько магистерских работ и диссертаций по лингвистическому изучению жестового языка глухих в России; создана научная школа по изучению жестового языка. Он также был одним из инициаторов включения русского жестового языка глухих в анкету для переписи населения, что впоследствии повлияло на официальное признание жестового языка правительством РФ.
А. А. Кибрик является членом Общества по изучению коренных языков Америки, Ассоциации лингвистической типологии, Европейского лингвистического общества, Межрегиональной ассоциации когнитивных исследований, Общества когнитивной науки, а также постоянным членом Программного комитета серии Международных конференций по когнитивной науке. В 2012—2014 гг. исполнял обязанности президента Межрегиональной ассоциации когнитивных исследований.
Член редколлегии журналов «Studies in Language», «Cognitive Linguistics», «Frontiers in cognition», «Когнитивные исследования», «Русская речь», «Социо- и психолингвистические исследования».
Входит в состав попечительского совета созданного в 2019 году Фонда сохранения и изучения родных языков народов Российской Федерации.

## Основные труды
- Кибрик А. А., Плунгян В. А. Функционализм // А. А. Кибрик, И. М. Кобозева, И. А. Секерина (ред.). Фундаментальные направления современной американской лингвистики. Сборник обзоров. — М.: Издательство МГУ, 1997. — С. 276—339.
- Кибрик А. А., Подлесская В. И. (ред.). Рассказы о сновидениях. Корпусное исследование устного русского дискурса. — М.: Языки славянской культуры, 2009. — 736 с. — 1000 экз. — ISBN 978-5-9551-0303-7.